# يورغن ليجي
يورغن ليجي هو سياسي إستوني من مواليد 16 يوليو 1959 شغل منصب وزير الخارجية وشغل منصب نائب رئيس حزب الإصلاح. كما كان شغل منصب وزير التعليم والبحث في حكومة تافي رويفاس من 9 أبريل 2015 إلى 12 سبتمبر 2016. وكان ليجي قد شغل منصب وزير الدفاع من عام 2005 إلى عام 2007 ووزير المالية من عام 2009 إلى عام 2014.